# Panamerykańska Federacja Piłki Ręcznej
Panamerykańska Federacja Piłki Ręcznej (hiszp. Federación Panamericana de Handball, ang. Pan-American Team Handball Federation) PATHF – istniejąca w latach 1977–2019 międzynarodowa organizacja zrzeszająca krajowe związki sportowe w piłce ręcznej z Ameryki.

## Historia
Na kongresie IHF w Estoril w roku 1976 została powołana specjalna komisja – złożona z przedstawicieli USA, Kanady i Meksyku – w celu ustanowienia fundamentów nowej organizacji zrzeszającej związki piłki ręcznej z obu Ameryk. Panamerykański związek został założony 23 maja 1977 roku w Meksyku jako jedna z pięciu kontynentalnych federacji IHF.
Na kongresie IHF w Antalyi w listopadzie 2017 roku przedstawiono wniosek związany z podziałem PATHF na dwie części – północną z Karaibami oraz południowo-centralną. W styczniu 2018 roku Rada IHF zdecydowała o zawieszeniu PATHF oraz rozpoczęciu prac w grupach roboczych nad dwiema nowymi kontynentalnymi federacjami. Wśród argumentów podnoszonych przez światowy związek była rozległość geograficzna Ameryk, brak własnych środków finansowych, nierówne traktowanie członków oraz brak postępów sportowych. Decyzji tej sprzeciwiła się PATHF ostatecznie składając skargę do Sportowego Sądu Arbitrażowego. Tenże przyjął apelację amerykańskiego związku z uwagi na kwestie formalne związane z zawieszeniem, uznał jednak, że nie ma mocy prawnej decydowania o jego zasadności, co oznaczało, iż pozostało ono w mocy. W lipcu 2019 roku na nadzwyczajnym Kongresie IHF w Göteborgu oficjalnie uznano zatem nowo powstałe North America and Caribbean Handball Confederation i South and Central America Handball Confederation, tym samym kończąc jurysdykcję PATHF w Amerykach.

## Członkowie
Członkowie PATHF skupieni byli w trzech regionach – Ameryce Południowej, Centralnej oraz Północnej wraz z Karaibami.

## Prezesi
- 1977–1980  Peter Buehning
- 1980–1984  Walter Schwedhelm
- 1984–1987  Andy Meszey
- 1987–1996  Peter Buehning
- 1996  Ruben Gomez (p.o.)
- 1996–2012  Manoel Luiz Oliveira
- 2012–2019  Mario Moccia

## Rozgrywki organizowane przez PATHF
- Mistrzostwa Ameryki w piłce ręcznej mężczyzn
- Mistrzostwa Ameryki w piłce ręcznej kobiet